# Nina Agadzhánova-Shutkó
Nina Agadzhánova (Shutkó) (27 de octubre / 8 de noviembre de 1889, Ekaterinodar, ahora Krasnodar - 14 de diciembre de 1974, Moscú, URSS) fue una guionista, revolucionaria, y directora de cine. Es ampliamente reconocida por escribir El año 1905, el guion original a partir del cual fue creado el Acorazado Potemkin .

## Biografía

### Trabajo político
Agadzhánova primero se afilió a los bolcheviques, facción del Partido Obrero Socialdemócrata de Rusia (Partido socialdemócrata laborista ruso) (que más tarde se convertiría en el Partido Comunista de la Unión Soviética), en 1907 mientras estudiaba filosofía e historia en la universidad en Ekaterinodar. De 1907 a 1914 realizó trabajos ilegales para el partido, ayudando a crear redes bolcheviques entre Vorónezh, Oriol, Moscú, Ivánovo-Voznesensk, y San Petersburgo. De 1914 a 1915, Agadzhánova fue miembro del Comité de Výborg del partido bolchevique en el Soviet de Petrogrado. Durante este tiempo, también funcionó como secretaria ejecutiva de Rabótnitsa, una publicación periódica dedicada a los problemas de las trabajadoras. Se estima que Agadzhánova fue arrestada un total de cinco veces y se exilió dos veces durante el tiempo que trabajó como revolucionaria bolchevique durante la Revolución rusa en 1917.
Agadzhanova participó activamente tanto en la Revolución de Febrero como en la Revolución de Octubre de 1917. Después de la revolución, fue reclutada para participar en una misión de propaganda subterránea con las fuerzas del Movimiento Blanco en Novorossiysk y Rostov del Don. Más tarde escribió un guion basado en sus experiencias durante la misión titulada En las rosas blancas. En 1919, se desempeñó como miembro del comité clandestino de la República del Don del PCUS, hasta que fue reclutada para convertirse en la secretaria ejecutiva del Comité Militar Revolucionario de la República Socialista Soviética de Bielorrusia en 1920. Desde 1921-22 fue reclutada para trabajar en la embajada de la Unión Soviética en Praga.

### Trabajo en el cine
Agadzhanova comenzó a trabajar como guionista en 1924 por sugerencia de su esposo Kiril Shutkó, un funcionario cultural soviético de alto rango. Escribió su primer guion el mismo año, titulado In The White Roses (también conocido como En la parte trasera de los blancos o Detrás de las líneas blancas ) Un relato semiautobiográfico de su tiempo infiltrándose en el Movimiento Blanco en Novorossiysk y Rostov del Don, el guion fue comisionado para producción en la primavera de 1925, y fue codirigido por Borís Chaikovski y Olga Rajmánova.

#### El año 1905yEl Acorazado Potemkin
El 17 de marzo de 1925, Agadzhanova fue contratada para escribir un guion escrito por una comisión gubernamental establecida para conmemorar el 20 aniversario de la Revolución rusa de 1905. El comité estaba encabezado por Anatoli Lunacharski, el Comisario del Pueblo para la Ilustración, y los miembros del comité incluyeron al amigo cercano de Agadzhánova Kazimir Malévich y su esposo Kiril. Agadzhánova debía escribir un tratamiento, que era a su vez, se le confió al cineasta Serguéi Eisenstein el desarrollo colaborativo de Nina, Serguéi y Valerián Pletniov en un guion. Pletniov luego abandonó el proyecto debido a un conflicto sobre la escritura de crédito en su colaboración anterior con Eisenstein en  La huelga. Esto dejó a Nina y Eisenstein a redactar el guion juntos durante la primavera y el verano de 1925 en la dacha de su marido en Nemchínovka a las afueras de Moscú.
Inicialmente, El año 1905 se concibió como una cobertura de varios acontecimientos de 1905 incluso: La Guerra ruso-japonesa; el Domingo sangriento masacre; levantamientos populares que ocurrieron en áreas rurales y urbanas en toda la nación; la huelga general y la reacción del estado ruso; un motín revolucionario en el acorazado ruso Potemkin, los pogromos antijudíos en el Imperio ruso y el desarrollo de un movimiento de resistencia de los trabajadores en el distrito de Krásnaya Presnya.
Mientras que Agadzhánova y Eisenstein tuvieron una relación de trabajo positiva, hubo un cierto grado de conflicto creativo sobre el guion. Agandzhánova discrepó del deseo de Eisenstein de insertar eventos ficticios en el guion, incluido un ataque general entre socorristas, pintores de iconos y camareras. Mientras que Eisenstein era un niño durante los acontecimientos de 1905, Agadzhanova, diez años mayor que él, había participado en levantamientos en Krasnodar cuando era adolescente y se unió a los bolcheviques en 1907. Agadzhanova no estaba de acuerdo con el deseo de Eisenstein de tomar tales libertades creativas en su recreación de los eventos de 1905, y Eisenstein aceptó renunciar a incorporar sus ideas más excéntricas del guion. En un ensayo escrito en 1945 para una colección para celebrar el vigésimo aniversario del Acorazado Potemkin, Eisenstein escribió: "Nina fue la primera civil bolchevique que conocí; todos los demás se habían sentado en comités militares o eran "personal superior". Ella era simplemente un ser humano ... Ella me inculcó un verdadero sentido del pasado histórico revolucionario".
Debido a limitaciones de tiempo y problemas presupuestarios, solo un capítulo de "El año 1905" fue filmado por Eisenstein y su equipo. Eisenstein eligió centrarse en el motín del acorazado Potemkin. El realizador también se diferenció enormemente del guion original durante la producción, desarrollando la ahora famosa secuencia de las escaleras de Odesa en la película mientras estaba en el set. La película se estrenó el 1 de diciembre de 1925 como El Acorazado Potemkin. A pesar de esta diversión del guion, Agadzhánova finalmente se mostró muy entusiasmado con la película y le contó a Eisenstein una carta escrita después del estreno de la película. el director de fotografía Eduard Tissé, "no es un operador de cámara, es un Dios".

#### Proyectos después deEl año 1905
Una porción no utilizada de El año 1905, desarrollada principalmente por Agadzhánova, fue utilizada para otra película de aniversario titulada, Krásnaya Presnya dirigida por Abram Room y Leo Mur, la película relató el levantamiento de los trabajadores armados en Moscú. En 1929, Agadzhánova coescribió un guion para Dos-Buldi-dos con Lev Kuleshov. Kuleshov iba a dirigir la película, pero perdió interés en el proyecto una vez que se ordenaron los relanzamientos. Agadzhánova tomó la dirección en los ensayos, obteniendo un codirector en los créditos de la película. En 1933, Agadzhánova coescribió El desertor junto a Aleksandr Lazébnikov y M. Krasnostavski. La película fue dirigida por Vsévolod Pudovkin. Ella colaboró con Pudovkin en otro proyecto en 1934 titulado The Intervention, pero esta película no llegó a la producción. Entre 1930 y 1936, Agadzhánova trabajó como asesor de guiones en los estudios Mezhrabpomfilm en Moscú. En 1945, comenzó a enseñar escritura de guiones en el Instituto de Cinematografía del Estado de la Unión, donde trabajó durante varios años.